# PZL P.24
Il PZL P.24 era un aereo da caccia monomotore monoplano ad ala di gabbiano prodotto dall'azienda polacca Państwowe Zakłady Lotnicze (PZL) nella metà degli anni trenta.
Ultimo di una serie di sviluppi originati dal P.1, il P.24 ne conservava l'aspetto generale introducendo alcune importanti innovazioni tecnologiche. Benché si fosse rivelato un successo commerciale venne prevalentemente adottato da numerose forze aeree estere e solo pochi esemplari prestarono servizio nelle polacche Siły Powietrzne.

## Storia
I caccia della PZL sono stati tra i più importanti ed originali caccia europei del periodo interbellico, esportati in numerosi paesi e con una buona efficienza bellica complessiva.
Nel 1927 a Varsavia nasceva la ditta PZL, che aveva come scopo declamato la produzione di aerei avanzati metallici, con un team di progettisti di eccellente livello. Questa industria si sarebbe impegnata nella costruzione di un'autonoma aviazione polacca fino al 1939, e più limitatamente, anche oltre tale limite temporale, nell'era sovietica.
I primi apparecchi da caccia erano i P.1, progettati da un giovane e sconosciuto ingegnere aeronautico, Zygmunt Puławski, una scommessa per il futuro successo dell'industria aeronautica. Questa audacia ebbe successo pieno. Il giovane progettista ideò un'ala di nuova concezione, conosciuta come "ala Pulawsky", che consentì, insieme ad altre particolarità, la creazione di una macchina che venne a suo tempo considerata un capolavoro di progettazione aeronautica. La Polonia divenne un'importante potenza aeronautica dell'Europa grazie a queste costruzioni avanzate, in un'epoca in cui i biplani in tela verniciata erano lo standard. Il caccia passò attraverso ulteriori evoluzioni, con il modello P.7 e il P.11, che infine portò all'ultimo tipo della famiglia: il P.24.

### Sviluppo
Il P.24 fu sviluppato come variante per l'esportazione del P.11. Il P.11 era propulso dal motore prodotto su licenza Bristol Mercury, la cui esportazione fuori la Polonia non era stata autorizzata, così che la società francese Gnome et Rhône propose i propri motori per il P.11. Il primo prototipo, basato sul P.11c e propulso dallo Gnome-Rhône 14K da 760 CV, volò nel maggio del 1933. Il secondo, battezzato "Super P-24", stabilì il primato mondiale di velocità per un caccia con motore radiale (414 km/h). Il terzo, con il motore più potente 14Kfs, detto "Super P-24bis", fu mostrato al Salone internazionale dell'aeronautica di Parigi-Le Bourget nel 1934 e riscosse grande interesse.

### Impiego operativo

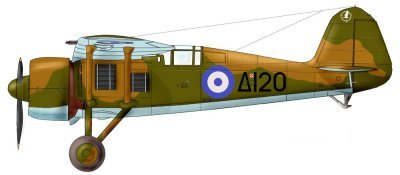
Riproduzione della livrea di un PZL P.24 F/G utilizzato dalla greca Polemikí Aeroporía nel 1940.

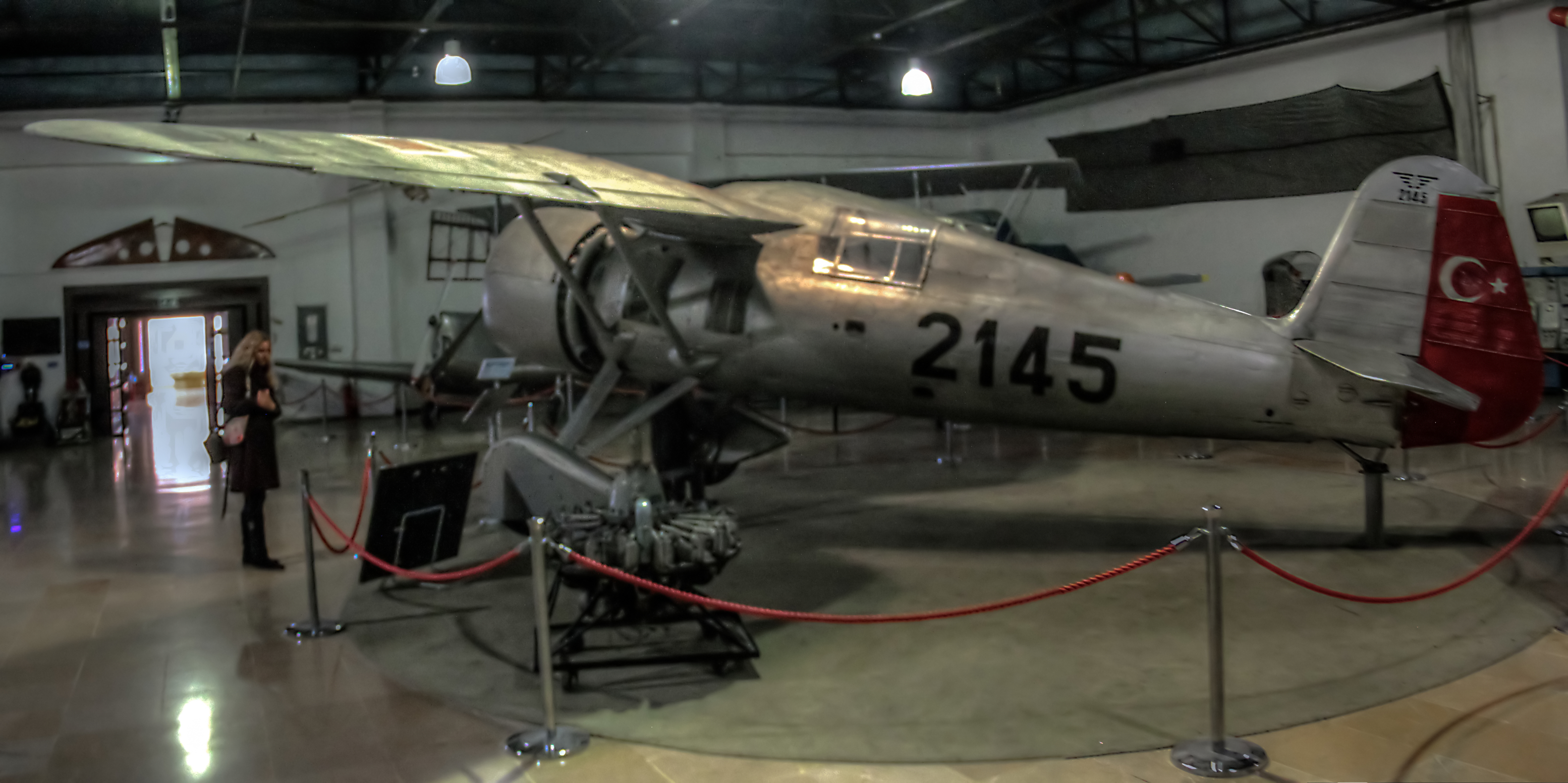
L'unico esempio superstite di un PZL P.24 nel mondo. Museo dell'Aviazione turca, Istanbul

Sebbene fosse di gran lunga migliore rispetto al P.11, il P.24 non venne acquistato dall'aeronautica polacca, che al suo posto adottò il nuovo PZL P.50 ad ala bassa. Quando fu chiaro che il P.50 non sarebbe stato pronto prima dell'attacco tedesco, vennero presi in considerazione sia il P.11 che il P.24. Comunque nessuno di essi fu pronto prima dell'inizio della guerra: come risultato, nessun P.24 venne usato durante la campagna polacca del settembre 1939. Il P.24 ebbe però un certo successo all'estero.
La potenza di fuoco della macchina, l'unica europea in grado di essere armata con una coppia di cannoni da 20 mm, e le prestazioni, la salita a 5000 m era la migliore della categoria, avrebbero fatto comodo ai polacchi, che invece avevano un solo apparecchio di questo tipo, con circa 150 P.11 e 100 P.7 come aerei di prima linea. I caccia tedeschi Messerschmitt Bf 109 e Bf 110 erano oramai apparecchi di chiara superiorità verso gli ormai obsoleti aerei polacchi.
Proprio il 1º settembre si verificò una situazione che esemplifica bene la difficoltà di prevedere l'esito di un combattimento ravvicinato.
Il 1º settembre 1939 due P.11 decollarono in allarme per affrontare i bombardieri tedeschi in fase di attacco, e subito dovettero combattere i bombardieri Ju 87 Stuka in picchiata sul loro aeroporto. I caccia polacchi si ingaggiarono in combattimento i bombardieri tedeschi che rispondevano al fuoco con le loro armi difensive. Una raffica colpì il capo formazione, che fu tragicamente sfortunato: infatti il serbatoio esplose e distrusse l'aereo. Il gregario riuscì ad evitare tale tragica fine e salì di quota. A quel punto sotto di lui passarono due Dornier Do 17, bombardieri medio-leggeri veloci e normalmente molto difficili da raggiungere per un caccia di vecchio tipo come il P.11. Il caccia sparò contro entrambi, e questi caddero al suolo a 100 metri di distanza l'uno dall'altro.
Alcune delle esperienze avute dai giapponesi in Cina nel 1937 vennero ripetute in questa azione che, date le circostanze era davvero notevole. Prima dei bombardieri in picchiata hanno attaccato dei vecchi caccia, poi uno di questi ha distrutto due bombardieri medi moderni. La situazione tattica e il caso hanno giocato un doppio risultato non pronosticabile solo sulla carta. In seguito, i caccia polacchi non ebbero successo. I Bf 110 e i Bf 109D erano nettamente superiori e distrussero un gran numero di aerei polacchi, alle volte a terra, nascosti sotto i covoni di fieno per non essere individuati.
Il primo paese ad impiegarlo fu la Turchia, che acquistò 14 P.24A e 26 P.24C, consegnati nel 1937. Altri 20 P.24A/C vennero costruiti in Turchia a Kayserie, seguiti da altri 30 P.24G. Vennero utilizzati tutti per l'addestramento fino alla fine degli anni quaranta. Alcuni di essi vennero riequippaggiati con motori Pratt & Whitney R-1830 Twin Wasp. L'unico esemplare di P.24 al mondo è esposto in un museo Turco.
L'Aeronautica greca acquistò dapprima cinque P.24A nel 1937, poi 25 P.24F e 6 P.24G nel 1938. Al momento dell'attacco italiano del 1940, erano i principali caccia greci in servizio e combatterono contro i bombardieri italiani durante la campagna greca. Le cronache hanno ricordato soprattutto il caso del tenente Mitralexis della Mira 32, che in un combattimento contro gli italiani il 2 novembre 1940 abbatté un Fiat C.R.42 e poi, rimasto senza munizioni o con le armi inceppate, si scagliò contro un veloce bombardiere CANT Z.1007, distruggendone con l'elica i piani di coda. Gli aerei compirono entrambi un atterraggio d'emergenza senza perdite. D'altro canto, se i P.11 potevano intercettare i Do 17, i P.24 potevano fare lo stesso con macchine più veloci come il CANT o lo ju 88. In pratica, i P.24 finirono il loro compito con queste azioni e le poche macchine superstiti nelle varie aviazioni ebbero ancora impieghi saltuari per qualche tempo. Il dato spesso riportato di un P. 24 greco catturato e portato in Italia per valutazioni presso il Centro Sperimentale di Volo a Guidonia risulta del tutto errato.
L'aeronautica romena già disponeva del PZL P.11F costruito in licenza nelle fabbriche della IAR: in modo analogo decise di comprare anche la licenza del nuovo aeroplano. La Romania comprò dalla Polonia 6 P.24E nel 1937 e costruì ulteriori 44 aerei, denominati IAR P.24E, tra il 1937 e il 1939. Alcuni componenti del P.24E, in principale modo la sezione di coda, vennero usati per il caccia ad ala bassa IAR 80.
La forza aerea bulgara acquistò 14 P.24B nel 1937-1938 e 26 P.24F, 22 dei quali consegnati nel luglio del 1939, appena prima dello scoppio della seconda guerra mondiale (venne presa in considerazione l'ipotesi fermare le consegne a favore della forza aerea polacca, ma le penalità contrattuali fecero sì che il contratto fosse rispettato). I 4 esemplari rimanenti, fermi per mancanza di propulsori, vennero bombardati nel settembre del 1939 dai tedeschi.
L'Abissinia (Etiopia) acquistò il terzo prototipo del P.24 (Super P.24bis) e lo usò per combattere contro gli italiani nel 1936 durante la seconda guerra di abissinia. Le cronache dell'epoca però non riportano della sua attività operativa in nessuna azione, che avrebbe potuto mettere in difficoltà gli italiani lì equipaggiati con velivoli Caproni di vario tipo e caccia Fiat C.R.20.

## Descrizione tecnica

### Struttura
I caccia di questo tipo erano tutti visibilmente caratterizzati dall'ala Pulawsky, con una struttura in metallo stratificata (come fosse un sandwich) con un profilo aerodinamico avanzato Bartel, che consentiva un'elevata finezza aerodinamica, grazie anche al fatto che l'ala si assottigliava in prossimità della fusoliera. A differenza di quella dei caccia con ala "a parasole", la struttura alare del P.24 non passava sopra la fusoliera ma si attaccava ad essa con una funzione sia strutturale sia per fornire al pilota una migliore visibilità. Essa era efficiente in termini aerodinamici, ma necessitava di un sostegno, costituito da una coppia di montanti per essere sostenuto. Essi erano presenti in tandem, per ridurre la resistenza. La struttura era metallica sia per le ali che per la fusoliera.
Anche il carrello d'atterraggio aveva una coppia di travi, che partivano dalla fusoliera nello stesso punto in cui i montanti vi si immergevano. Aveva grandi ruote, come normalmente avveniva per gli aerei di quell'epoca, non tanto per la massa della macchina, ma perché essa era normalmente utilizzata in aeroporti erbosi o con fondo non preparato, per cui servivano delle ruote di grandi dimensioni per evitare problemi. Il terzo elemento di coda era uno slittino metallico ma leggermente più complesso del normale, con un sostegno e un montante.
La costruzione della fusoliera era metallica, con una struttura a semiguscio e di costruzione composita, come le ali del tipo "a sandwich", concezione avanzata per l'epoca. Essa era pertanto molto robusta ma consentiva anche di prevedere una serie di pannelli, che davano un facile accesso agli apparati interni, con un'ottima facilità di manutenzione che non aveva riscontri in altri aerei contemporanei.
L'abitacolo era chiuso da una vetratura dall'aspetto un po' goffo.

### Motore
Il motore era di tipo radiale, con una carenatura stretta e ben disegnata, mentre gli scarichi dei cilindri erano sostituiti da una grata metallica. Le eliche erano bipala a passo fisso, con una carenatura di grosse dimensioni nel caso del modello più importante dell'aeronautica polacca, il P.11. Solo in alcuni P.24 essa era sostituita da un tipo tripala, ma non in tutti. La carenatura era stata rimossa, nondimeno.

### Armamento
Le armi erano in genere sistemate sui fianchi in apposite scanalature, almeno nel caso del P.11. L'armamento del P.24 era differentemente disposto, in quanto il diametro del nuovo motore, oltre a richiedere una diversa carenatura, comportava l'impossibilità di usare le armi nella fusoliera. Così esse vennero usate da installazioni alari, con apposite carenature per contenerle. Pare che comunque anche il tipo precedente avesse mitragliatrici alari, anche se forse non in tutti i sottotipi.

## Versioni
I vari modelli del PZL P.24 vennero esportati con molto successo, nell'Europa orientale. Non videro né combattimenti durante la guerra civile spagnola né in Cina. Vennero prodotti solo per l'esportazione, per una decisione quantomeno difficile da comprendere.
- P.24A: prima variante di produzione, era un P.11 modificato nella fusoliera e dotato di un altro motore radiale. Era armata con due cannoncini da 20 mm e 2 mitragliatrici.
- P.24B: versione dotata di 4 mitragliatrici.
- P.24C: versione prodotta in 40 esemplari destinati alla Turchia, dotata di 4 mitragliatrici (o 2 mitragliatrici e 2 cannoni) e 2 bombe da 50 kg.
- P.24D: versione sviluppata per l'Ungheria, ma non venne mai completata in quanto decisero di acquistare in sua vece il Fiat C.R.32.
- P.24E: versione prodotta su licenza in Romania dalla Industria Aeronautică Română (IAR) con il nome IAR P.24E; dotata di 2 cannoni e 2 mitragliatrici.
- P.24F: destinati alla la Bulgaria, armata allo stesso modo della versione E
- P.24F e G: destinati alla Grecia, con rispettivamente cannoni e mitragliatrici oppure mitragliatrici; vennero prodotti a partire dal 1937 e motorizzati con un motore più potente da 970 hp, lo Gnome-Rhône 14N. Il P.24F era armato con 4 MG, mentre il P.24G era armato con 2 cannoncini e 2 MG; entrambe potevano portare delle bombe.
- P.24H: versione spinta da un motore Gnome-Rhône 14N21 (1100 cv) ed era dotata di 4 cannoncini oppure 2 cannoncini e 2 MG; ma non fu mai completato. Il P.24H fu valutato dall'aviazione polacca, ma la seconda guerra mondiale iniziò prima che i piani fossero messi a punto.
- P.24P: era la versione che avrebbe dovuto entrare in servizio nell'aviazione polacca. Però, a parte il fatto che esso arrivò troppo tardi per essere fornito prima dell'invasione tedesca, evidentemente indipendentemente dalla possibilità industriale di produrlo, all'epoca il concetto era superato e, in particolare in Polonia, la PZL studiava la nuova generazione di caccia monoplani ad alte prestazioni.

## Utilizzatori
Bulgaria
- Vazhdushnite na Negovo Velichestvo Voiski

 Impero d'Etiopia
- Imperial Ethiopian Aviation

 Germania
- Luftwaffe (preda bellica)

 Grecia
- Polemikí Aeroporía

 Polonia
- Siły Powietrzne

 Romania
- Forțele Aeriene Regale ale României

 Turchia
- Hava Müsteşarlığı